# Damian Mori

Damian Mori mit gegnerischem Torwart Mark Schwarzer

Damian Mori (* 30. September 1970 in Melbourne, Victoria, Australien) ist ein ehemaliger australischer Fußballspieler. Er verschaffte sich Ansehen als temporeicher Strafraumwühler, was für einen Spieler bemerkenswert ist, der seine Karriere als Verteidiger begann. Er hinterließ seine Spuren sowohl zu Hause als auch international. Für Australien absolvierte er 45 Länderspiele und erzielte dabei 29 Tore, womit er bis zum 19. November 2013 alleiniger Rekordtorschütze der Socceroos war.

## Vereinskarriere
Mori war auch auf Vereinsebene erfolgreich – hauptsächlich in der National Soccer League. Nachdem er sich zum wichtigsten und besten Spieler von Adelaide City entwickelte, verbrachte er eine einzelne Saison (1996/97) in Übersee, in Deutschland bei Borussia Mönchengladbach. Dieser Schritt wurde lediglich durch Frustration gekennzeichnet. Er trat in nur sechs Spielen auf und spielte nie länger als eine Halbzeit. In jenen sechs Spielen traf er kein einziges Mal. Mori kehrte nach Hause zurück und wurde im nächsten Jahr Torschützenkönig der NSL.
1996 hielt Mori den Weltrekord für das schnellste Tor, nachdem er für City in nur 3,69 Sekunden beim 2:2-Unentschieden gegen Sydney United traf.
2000 wechselte Mori zu Perth Glory und genoss großen Erfolg. Die Sturm-Partnerschaft mit Bobby Despotovski wurde als eine der wirksamsten der Meisterschaft angesehen. Mori gewann 2002/03 die NSL-Meisterschaft und traf im Großen Finale. Er war auch Teil der Meistermannschaft von Perth Glory von 2003/04.
Nach dem Ende der National Soccer League 2004 wechselte er zurück zu Adelaide City, um in der South Australian Premier League zu spielen und coachen. Dort war er äußerst erfolgreich und gewann den Preis "Trainer des Jahres". Trotzdem waren viele über die Tatsache überrascht, dass der Rekordtorschütze der NSL aller Zeiten nicht in der engeren Auswahlliste von Vereinen der A-League stand.
Es stellte sich später heraus, dass ein großes Hindernis Moris Wunsch nach einem Teilzeitvertrag war, der ihm erlaubte in Adelaide wirtschaftliche Interessen zu erledigen. Vor der vierten Runde der A-League-Saison wurde verkündet, dass Perth Glory Mori in einem Kurzzeitvertrag verpflichtete, um den verletzten Verteidiger David Tarka zu ersetzen. Danach kam Mori als Auswechselspieler bei Glorys 1:0-Auswärtssieg bei den New Zealand Knights am 22. September 2005 auf das Spielfeld. Nach einigen hervorragenden Vorstellungen, z. B. ein Doppelschlag gegen die Newcastle United Jets und ein Hattrick gegen Adelaide United, wünschte sich der Verein sehr einen dauerhaften Vertrag. Nach ein paar Streitereien mit dem Präsidenten von Adelaide City, Bob D'Ottavi, stimmte Mori einem Ein-Jahres-Vertrag zu.
Am 9. Dezember 2005 wurde bekannt, dass Damian Mori als Direktionsassistent bei Perth Glory benannt wurde. Diese Berufung folgte der Beförderung von Alan Vest als Manager nach dem Abgang von Steve McMahon. Nach dem Ende der A-League-Saison 2005/06 kehrte Mori als Spieler und Manager zu Adelaide City zurück. Am 27. September 2006 unterzeichnete Mori mit den Central Coast Mariners einen Kurzzeitvertrag, um den sich einst verlängernden Verlust von Nik Mrdja zu decken. Nachdem der Kurzzeitvertrag mit den Mariners ausgelaufen war, erlaubte die FFA den Mariners nicht, ihn erneut zu verpflichten. Am 21. November 2006 näherte sich der neue Manager von Queensland Roar, Frank Farina, an und einen Tag später unterzeichnete er einen Kurzzeitvertrag "bis zum Ende der Saison".

## Länderspielkarriere
Mori machte sein erstes Länderspiel am 4. September 1992 gegen die Salomonen. Innerhalb der nächsten Dekade sollte er insgesamt 45 mal für Australien antreten und dabei 29 Tore erzielen, was bis dato Rekord ist. Größter Erfolg war dabei der überraschende zweite Platz beim Turnier um den Konföderationen-Pokal 1997 in Saudi-Arabien.
Am 19. November 2013 stellte Tim Cahill seinen Rekord von 29. Länderspieltoren beim 1:0 gegen Costa Rica ein. Seit dem 5. März 2014 ist Cahill nach zwei erzielten Toren beim 3:4 gegen Ecuador alleiniger australischer Rekordtorschütze.

## Erfolge
- Ozeanienmeister: 1996 (im Finale nicht eingesetzt)
- FIFA-Konföderationen-Pokal: Finalist 1997 (im Finale nicht eingesetzt)
- Australischer Meister: 1994, 2003, 2004

Persönliche Ehrungen
- Johnny Warren Medal: 1996, 2003
- Australischer Torschützenkönig: 1996 (31 Tore), 1998 (19), 2000 (22), 2002 (17), 2003 (24)